# Vic Gentils
 Vic (Victor) Gentils  (* 19. April 1919 in Ilfracombe, Devon, Vereinigtes Königreich; † 27. Februar 1997 in Aalst, Belgien) war ein belgischer Bildhauer und Maler.

## Leben und Werk
Vic Gentils wurde als Sohn eines französischen Vaters und einer flämischen Mutter in England geboren. Er studierte Kunst, Schwerpunkt Malerei, von 1940 bis 1947 am Nationaal Hoger Instituut voor Schone Kunsten in Antwerpen. In den 1950er Jahren begann er unter dem Einfluss der Kunst Pablo Picassos, als Bildhauer tätig zu werden. Gentils war Mitbegründer der Künstlergruppe „Hessenhuis G 58“ (benannt nach einem historischen Gebäude in Antwerpen, dem Hessenhuis – „Hessenhaus“).
In den sechziger Jahren schuf Gentils revolutionäre abstrakte Objekte. Gentils ist besonders für diese dreidimensionalen, teilweise auch reliefartigen Skulpturen, Assemblagen und Objekte bekannt, die aus verstümmelten Teilen von Möbeln, Klavieren und Rahmen bestanden, die aus ihrem Zusammenhang gerissen von ihm zu neuen Skulpturen geformt wurden. Ab 1965 fertigte er auch vollplastische Figuren und entdeckte in den 1970er Jahren wieder den menschlichen Körper als Thema seiner Bildhauerei. Vic Gentils ist einer der wichtigsten Vertreter des belgischen „Nouveau Réalisme“.
Im Jahr 1964 wurden Arbeiten von ihm auf der documenta III in Kassel in der Abteilung Skulptur gezeigt. Im selben Jahr war er auch Teilnehmer der Biennale von Venedig, 1967 folgte die Teilnahme an der Biennale von São Paulo.
Vic Gentils liegt auf dem Schoonselhof in Antwerpen begraben.

## Ehrungen
- Offizier des Leopoldsorden
- Ritter des belgischen Kronenordens